# Xbox Live
Xbox Live er navnet på Microsofts online del til deres spillekonsol Xbox 360.
Det er gratis at være medlem af Xbox Live, men hvis man vil være i stand til at spille online mod andre, kræver det at man registrerer sig som betalende bruger.

## Tilgængelighed
Xbox Live er i øjeblikket tilgængeligt i 29 lande
| - Australien - Argentina - Østrig - Belgien - Canada - Chile - Colombia - Danmark | - Finland - Frankrig - Tyskland - Hong Kong - Indien | - Irland - Italien - Japan - Sydkorea - Mexico | - Holland - New Zealand - Norge - Portugal - Singapore | - Spanien - Sverige - Schweiz - Taiwan - Storbritannien - USA |

| Spillekonsol | Spire Denne spillekonsolsrelaterede artikel er en spire som bør udbygges. Du er velkommen til at hjælpe Wikipedia ved at udvide den. |